# Örebro centralstation
Örebro centralstation, Örebro C, är en järnvägsstation i Örebro. Den ligger centralt belägen vid Nobeltunneln och Östra Bangatan. Stationshuset byggdes 1862 efter ritningar av arkitekten Adolf W. Edelsvärd. Den hette ursprungligen enbart Örebro, men i samband med öppnandet av Örebro södra station 1897 kom den att kallas Örebro norra. År 1926 fick den det nuvarande namnet.

## Historik

### Stationshuset

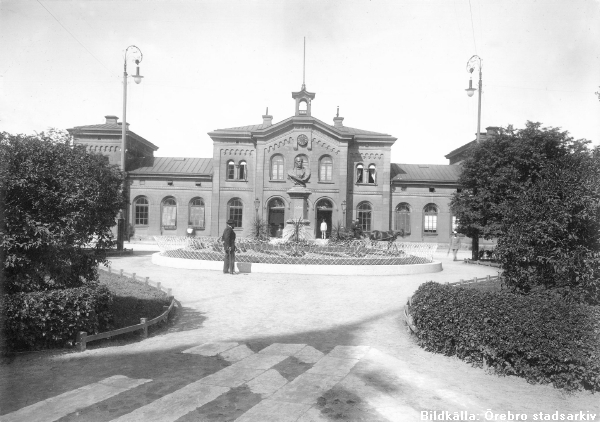
Centralstationen, 1903.

Örebro fick järnväg 1856, sträckan Örebro–Ervalla på Köping–Hults Järnväg. Järnvägens slutstation i Örebro låg vid nuvarande adressen Storgatan 30. År 1862 flyttas stationen till den nuvarande platsen i samband med att Statsbanan Hallsberg–Örebro, vars syfte var att nå Västra stambanan mellan Stockholm och Göteborg, invigdes den 1 augusti 1862.
Åren 1890–1938 fanns i anslutning till stationen en gångbro i järn, vilken kom att ersättas av Nobeltunneln som anlades åren 1937–1938. Åren 1997–1999 restaurerades hela stationsområdet och Örebro resecentrum skapades. I samband därmed tillkom ett två tunnlar som förbinder stationshuset med plattformarna och västra stadsdelen. Samtidigt breddades Nobeltunneln och körbanorna sänktes med 50 cm. 

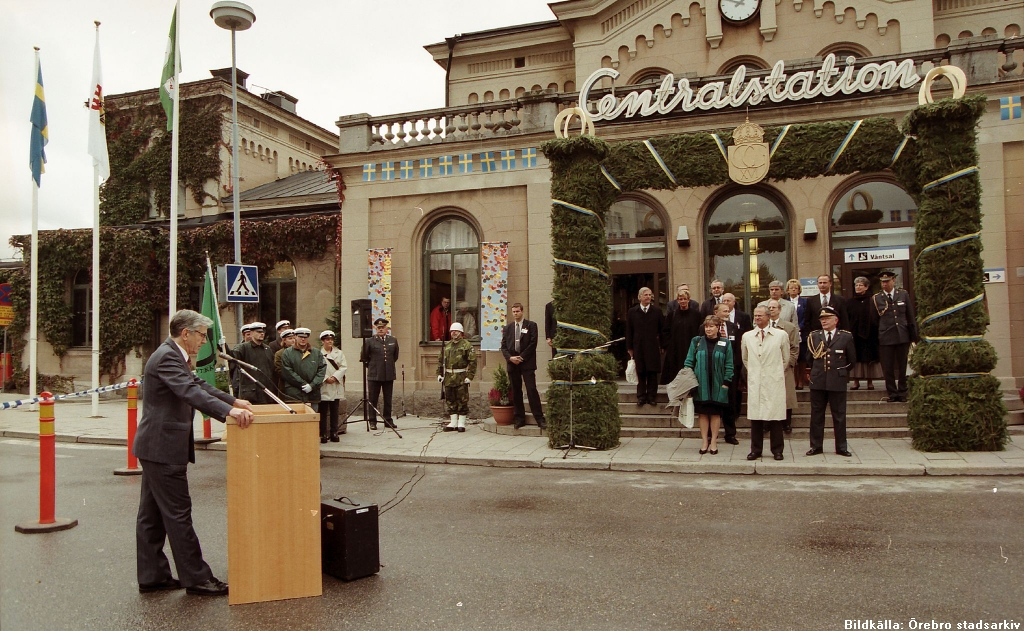
Hans Majestät Konugen vid invigningen av Mälarbanan i Örebro den 13 oktober 1997.

Örebro centralstation med tillhörande kontorshus (direkt norr om stationsbyggnaden) är sedan 1986 statligt byggnadsminne. 
Länsstyrelsen i Örebro län gjorde stationshuset 2015 och kontorshuset 2019 till byggnadsminne efter att de övergått i annan ägo.

### Byst

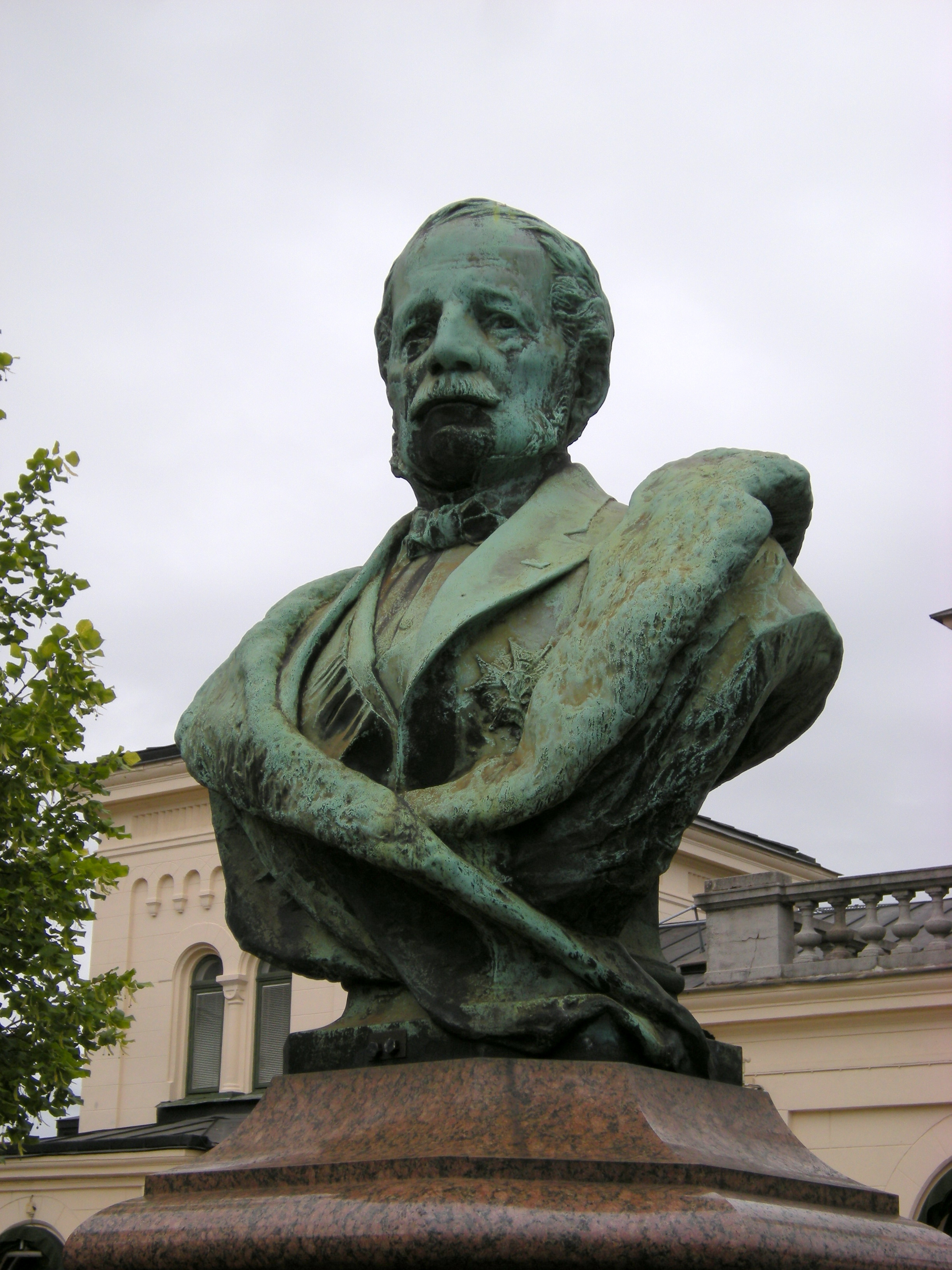
Byst över von Rosen.

Framför stationshuset står en byst föreställande Adolf Eugène von Rosen, kallad "den svenska järnvägens fader". Bysten är utförd av Ingel Fallstedt och gjuten i Köpenhamn. 
Den avtäcktes den 20 juni 1898 och initiativtagare till bysten var Claes Adelsköld.

### Järnvägsbron
Järnvägsbron över Svartån invigdes samma år som stationshuset, 1862. Järnvägsbron höjdes senare en meter då den orsakat översvämning uppströms. En ny "betongkarsbro" invigdes 1987.